# Neues Schloss Schnait

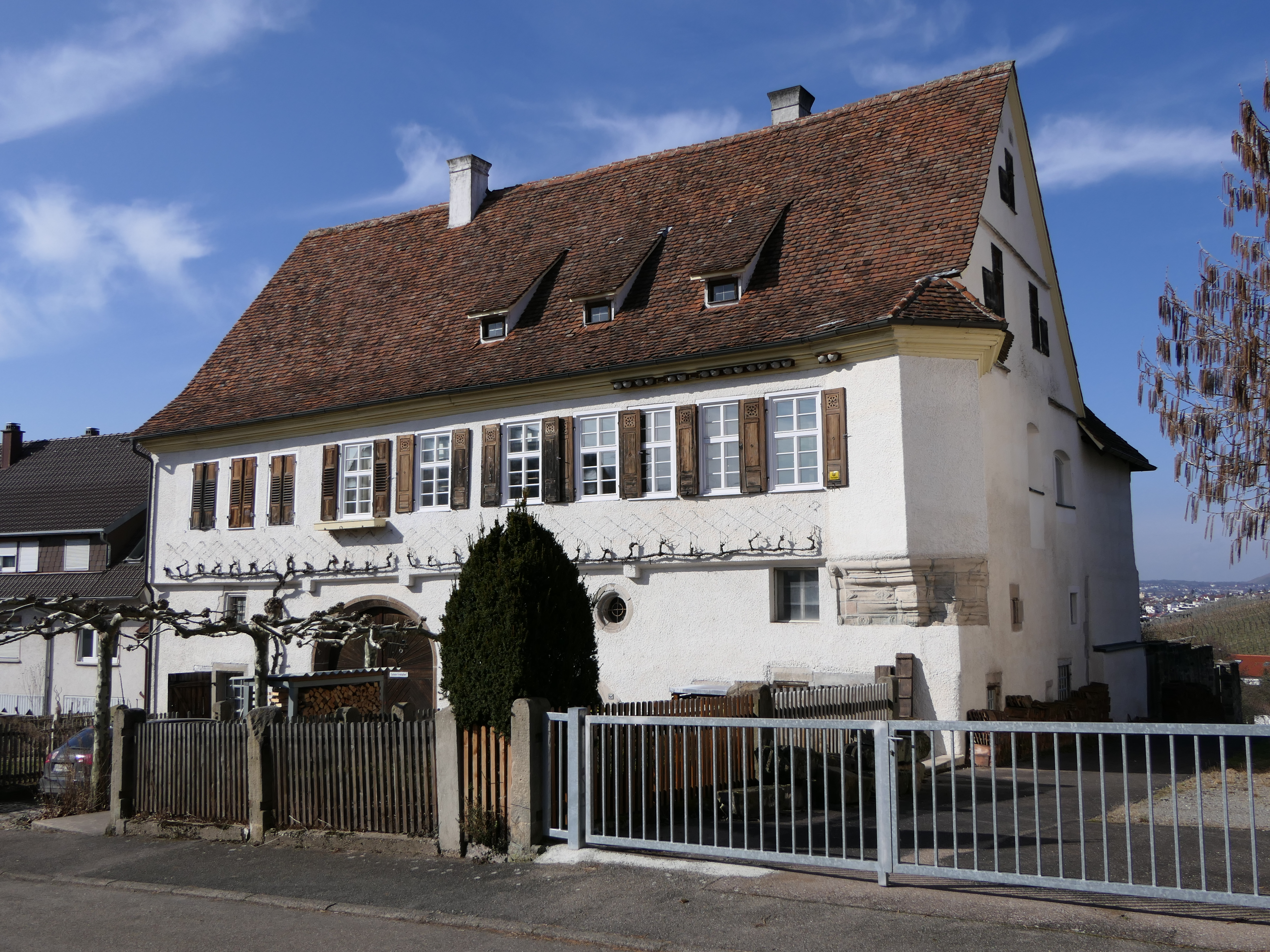
Neues Schloss Schnait

Das Neue Schloss Schnait (auch Oberes Schloss Schnait) ist ein kleines Landadel-Schlösschen in Schnait, einem Stadtteil von Weinstadt im baden-württembergischen Rems-Murr-Kreis. Das gut erhaltene Anwesen wurde einst von den Herren von Gaisberg erbaut und befindet sich in der Haldenstraße (Hausnummer 23). Das Haus war eines von drei Adelssitzen im Dorf, von denen zwei den Gaisbergern und eines den Schenken von Limpurg gehörte.

## Architektur
Das Schlösschen ist ein schlichter, zweigeschossiger Bau. Während das untere Stockwerk aus Stein gemauert ist, besteht die obere Etage aus verputztem Fachwerk. Auf der Straßenseite befindet sich ein großes Tor. Weiterhin ist noch der fensterlose Stumpf eines Türmchens zu erkennen. Möglicherweise wurde das Türmchen abgetragen oder nie fertiggestellt.

## Geschichte
Schnait war im Mittelalter in zwei Teile geteilt: Den einen Teil besaßen die Dürner von Dürnau, die auf der Burg Schnait (oberhalb des Ortes gegen Baach) residierten. Dieser Teil wurde mitsamt der Burg Schnait von den Herren von Gaisberg erworben. Den anderen Teil der Ortschaft hielten die Grafen von Württemberg, er fiel später an die Schenken von Limpurg. Die Burg Schnait war schon im Jahre 1535 gänzlich verfallen und wurde von den Gaisbergern nicht mehr bewohnt. Als Ersatz für die Burg errichtete die Familie im 16. Jahrhundert zunächst das Alte Schloss und etwas später (1609) das Neue Schloss.
Am 15. Januar 1779 verkaufte Karl Johann Friedrich von Gaisberg beide Schlösschen mit Wald und weiteren Gütern an die Einwohner des Orts für 15.000 Gulden. Seitdem wird das Neue Schloss von bürgerlichen Familien bewohnt. Nachfahren der Gaisberger leben in Großheppach und Schöckingen. Das Neues Schloss Schnait ist in Privatbesitz und kann nicht besichtigt werden.

Bilder
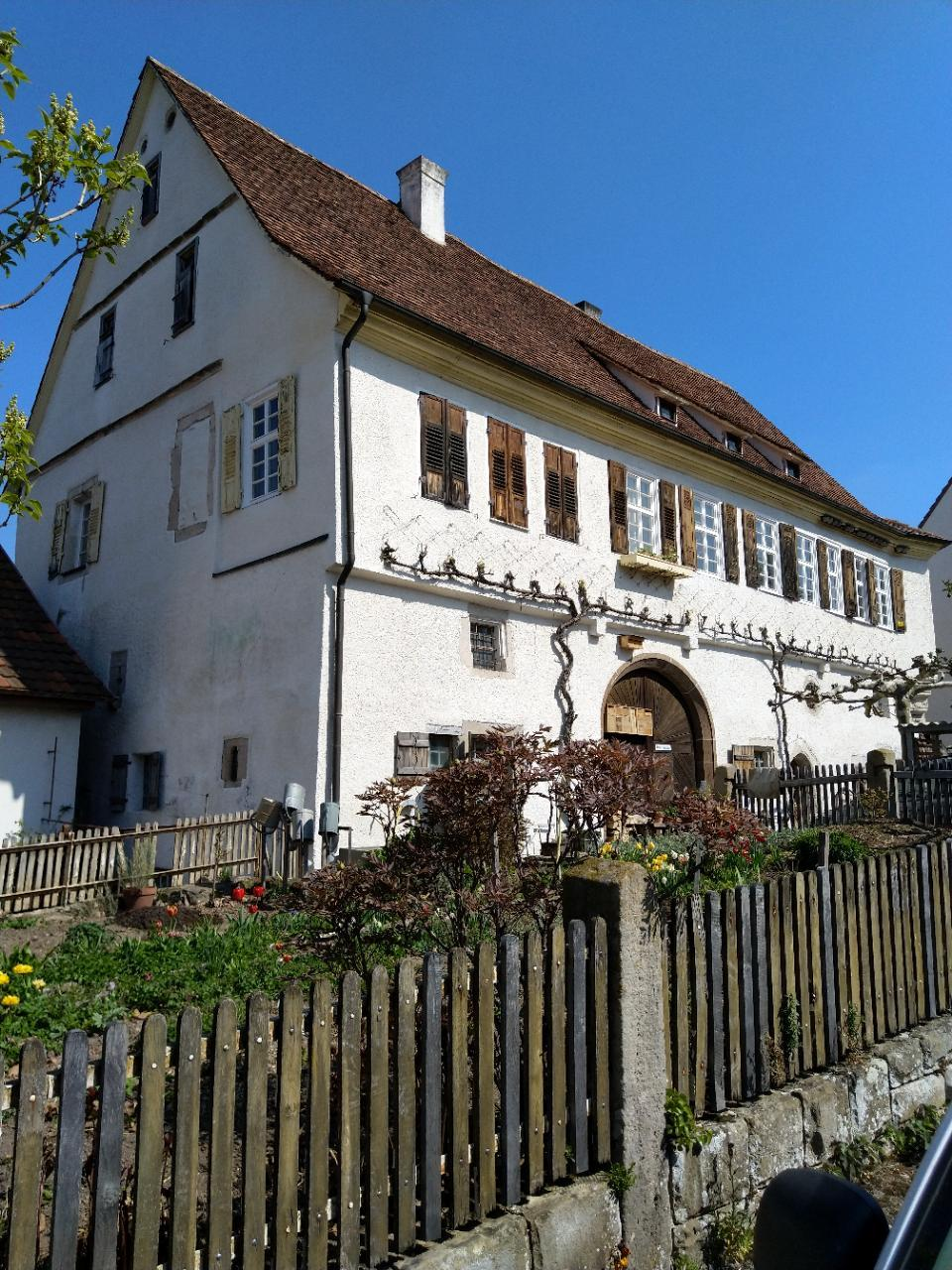
Ansicht
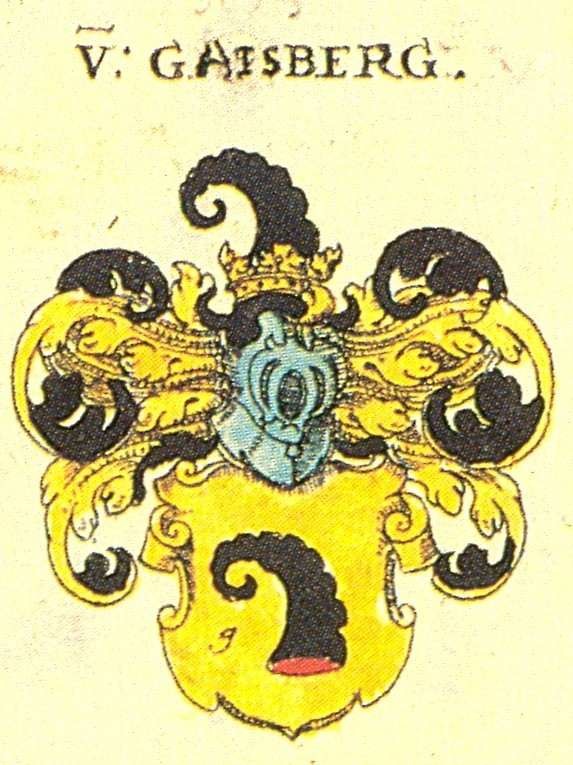
Wappen derer von Gaisberg
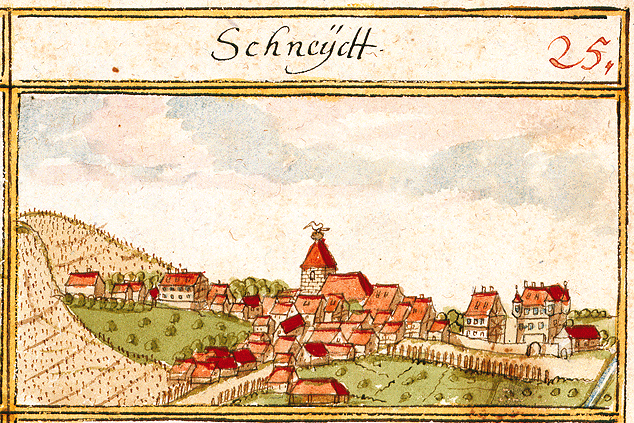
Ansicht von Schnait aus dem 17. Jahrhundert